# 洛可可主題變奏曲
《洛可可主題變奏曲》（俄語：Вариации на тему рококо），作品33，是俄國作曲家柴可夫斯基為大提琴與小型樂隊所寫的單樂章交響作品，創作於1876年，是為他的好友，德國大提琴家威廉·費森海根而寫成的，並於1877年11月30日由尼古萊·格里戈里耶維奇·魯賓斯坦指揮樂團於莫斯科音樂學院進行了首演。
柴可夫斯基嘗試在這首作品中，表現了他最喜愛的作曲家─莫扎特的敬意。他儘量把樂曲寫得較為輕巧而簡潔，追求古典時期初期的不花巧式寫作風格，這正好如18世紀初期所興起一稱為「洛可可」的藝術風格不謀而合，柴可夫斯基便借用了「洛可可」這個意念，作為他樂曲標題的精髓之處。

## 分析

### 樂隊編制
柴可夫斯基採用了一個小編制的樂隊組合，希望能仿效莫札特時代的音樂色彩及風格。
- 獨奏樂器：大提琴
- 木管樂器：2長笛、2雙簧管、2單簧管、2巴松管
- 銅管樂器：2圓號
- 絃樂器：第1小提琴、第2小提琴、中提琴、大提琴、低音提琴

全曲演奏時間介乎18-20分鐘。雖然費森海根的版本將其中一段刪去，但時間的差別並不構成重大差別。

### 結構
意念上這首作品跟一首獨奏樂器協奏曲分別其實不大，柴可夫斯基雖然並非採取當時慣常的三樂章結構，反而用了在他作品中不常採用的變奏曲曲式，但樂曲中獨奏大提琴有相當多炫耀技巧的段落，亦附有最少兩段的華彩樂段，樂曲間的速度改變明顯而清晰，結構上已備有協奏曲所需要的元素。全曲共分成10個段落，包括主題、八段變奏曲及終曲。
不過，首演後費森海根對柴可夫斯基的版本並不感滿意，柴可夫斯基請求費森海根先把樂譜審視，待完成後才交付印刷。費森海根作出了一些修改，而柴可夫斯基亦審視過及作出配合，然而，當樂譜拿到出版商時，柴可夫斯基並沒有察覺原來費森海根私下再將樂曲擅自修改，這次不單純是一些獨奏樂句部份，就連變奏曲的次序也遭更改，結果1878-1879年出版的第一版本，其實是費森海根的改編版本。當柴可夫斯基發覺時已經太遲，他雖然很不滿意費森海根的做法，但由於他確實授權了費森海根處理樂譜事宜，所以亦只能採取放棄的態度，一直至1950年，大提琴家庫巴斯基（Viktor Kubatsky）在研究柴可夫斯基的手稿時，直覺上覺得有點不尋常，在借助X光機的檢視下，才發現柴可夫斯基的一些筆跡被墨水所遮蓋，因而揭發這事，經過多年的查證及研究，於1955年終於把原來版本的還原，並於翌年收錄於《柴可夫斯基作品全集》第30b冊內。
| 兩個版本的比較 |                                          |
| 柴可夫斯基原版 | 費森海根版本                             |
| 前奏－主題     | 相同，但兩段大提琴獨奏部分別加入重覆記號 |
| 第一變奏       | 相同                                     |
| 第二變奏       | 相同，但改用第五變奏的結尾部份           |
| 第三變奏       | 第六變奏                                 |
| 第四變奏       | 第七變奏                                 |
| 第五變奏       | 第四變奏                                 |
| 第六變奏       | 第五變奏，改用第二變奏結尾（連華彩段落） |
| 第七變奏       | 第三變奏                                 |
| 第八變奏       | 刪去                                     |
| 結尾           | 保留                                     |

雖然柴可夫斯基的原版得以重見天日，不過直至現時，不少演奏家仍然採用費森海根的版本。

## 外部連結
- 洛可可主題變奏曲的免费乐谱，由国际乐谱典藏计划提供